# Wulfilopsis
Genre
Wulfilopsis est un genre d'araignées aranéomorphes de la famille des Anyphaenidae.

## Distribution
Les espèces de ce genre sont endémiques du Brésil.

## Liste des espèces
Selon World Spider Catalog (version 17.5, 01/10/2016) :
- Wulfilopsis frenata (Keyserling, 1891)
- Wulfilopsis leopoldina Brescovit, 1997
- Wulfilopsis martinsi Brescovit, 1997
- Wulfilopsis pygmaea (Keyserling, 1891)
- Wulfilopsis tenuipes (Keyserling, 1891)
- Wulfilopsis tripunctata (Mello-Leitão, 1947)

## Publication originale
- Soares & Camargo, 1955 : Algumas novas espécies de aranhas brasileiras (Araneae, Anyphaenidae, Argiopidae, Eusparassidae, Theridiidae). Arquivos do Museu Nacional, Rio de Janeiro, vol. 42, p. 577-580.